# 大眼壯燈魚
大眼壮灯鱼（学名：Hygophum hygomii）为輻鰭魚綱燈籠魚目灯笼鱼科壮灯鱼属的鱼类。分布于全球三大洋海域，為深海魚類，棲息深度0-800公尺，體長可達6.8公分。

## 扩展阅读
維基物種上的相關：大眼壮灯鱼